# باشگاه فوتبال دی‌پی‌ام‌ام
باشگاه فوتبال دولی پنگیران مودا ماهکوتا (به اختصار دی‌پی‌ام‌ام) یک باشگاه فوتبال حرفه‌ای مستقر در بندر سری بگاوان، برونئی دارالسلام است. این باشگاه قرار است از فصل ۲۶–۲۰۲۵ در سوپر لیگ مالزی، بالاترین سطح فوتبال مالزی، پس از آخرین حضور در لیگ برتر سنگاپور تا فصل ۲۵–۲۰۲۴، بازی کند. دی‌پی‌ام‌ام متعلق به ولیعهد برونئی، شاهزاده المهتدی بالله است.
این باشگاه در اوایل دهه ۲۰۰۰ در لیگ برتر برونئی بازی می‌کرد و در سال‌های ۲۰۰۲ و ۲۰۰۴ عنوان قهرمانی لیگ را کسب کرد. دی‌پی‌ام‌ام سپس تصمیم گرفت در مالزی بازی کند و به عنوان یک تیم خارجی در فصل ۰۶–۲۰۰۵ به لیگ برتر دسته دوم مالزی پیوست. آنها در پایان اولین فصل حضور خود در فوتبال مالزی به سوپر لیگ مالزی صعود کردند و سپس در دو فصل بعدی در سوپر لیگ مالزی به مقام سوم و دهم رسیدند. سپس این باشگاه لیگ مالزی را ترک کرد و برای فصل ۲۰۰۹ به اس‌لیگ سنگاپور پیوست. آنها در اولین فصل حضور خود در سنگاپور، جام اتحادیه سنگاپور را به دست آوردند، اما پس از آنکه فیفا فدراسیون فوتبال برونئی را به دلیل دخالت دولت در امور خود به حالت تعلیق درآورد و تیم‌های برونئی را از شرکت در مسابقات خارج از کشور منع کرد، پنج بازی قبل از پایان فصل مجبور به کناره‌گیری از مسابقات لیگ شدند. بنابراین تمام نتایج لیگ این باشگاه در سال ۲۰۰۹ حذف شد. در پایان محرومیت، آنها دوباره وارد اس‌لیگ شدند و در سال‌های ۲۰۱۵ و ۲۰۱۹ عنوان قهرمانی لیگ را کسب کردند. آنها از فصل ۲۶–۲۰۲۵ به سوپر لیگ مالزی بازمی‌گردند.